# Lombardia Maior
Lombardia Maior (em latim: Langobardia Maior) era o nome que, na Alta Idade Média, receberam os domínios lombardos na península Itálica setentrional e atual Toscana e incluía a capital do Reino Lombardo, Pávia. Estava dividida entre os Ducados de Friul, Ceneva, Vicenza, Verona, Trento, Bréscia, Bérgamo, San Giulio, Pávia, Turim, Asti e Túscia. Foi dominada em 774 por Carlos Magno (r. 768–814), quando de sua invasão de resgate à Roma, sendo incorporada ao Império Carolíngio.

## Território

Reino Lombardo após a morte de Alboíno (572).

Sob comando de Alboíno (r. 560/565–572), os lombardos invadiram a península Itália através do Friul em 568, conquistando dos bizantinos grande parte do território peninsular ao sul dos Alpes, sem poderem constituir, pelo menos inicialmente, um domínio homogêneo e contíguo. As terras submetidas reagruparam-se, na terminologia da época, em duas grandes áreas: a Lombardia Maior, dos Alpes à atual Toscana, e a Lombardia Menor, incluindo os territórios dos Ducados de Espoleto e Benevento ao sul das possessões bizantinas que, no final do século VI, se estendiam desde Roma a Ravena através das atuais Úmbria e Marcas.
Militarmente minoritários, concentraram-se, repartidos nas tradicionais faras, nas sedes ducais ou nos pontos estratégicos (ao longo das vias de comunicação ou perto dos seus confins). Só com o tempo, e decisivamente sob o reinado de Liuprando (r. 711–744), se desenvolveu um pleno controle do território. Isso causa um problema de imprecisão quanto em relação aos confins da Lombardia Maior, principalmente em suas primeiras fases. No momento da invasão proveniente da Panônia, em 568, os lombardos ocuparam mais ou menos homogeneamente grande parte da Planície Padana – a porção norte-oriental completa (os atuais Vêneto e Friul, salvo Pádua, Oderzo e uma estreita faixa costeira); a porção central ao norte do Pó, com Bréscia, Bérgamo, Mediolano, Pávia e o todo o vale do Ticino (ficaram inicialmente excluídas Cremona e a ilha Comacina); a porção noroeste completa, isto é, o atual Piemonte (porém não a Ligúria) - e a atual Toscana.

Os domínios lombardos durante o reinado de Rotário.

Fica difícil estabelecer, para toda a duração do reino lombardo, o efetivo confim setentrional da Lombardia Maior, só aproximadamente correspondente com a linha divisória dos Alpes. Se não no vale do Ádige, o confim com o Ducado de Baviera estava fixado quase que estavelmente em Salorno, mas sendo incerto resulta na real penetração nos altos vales de Dora Baltea (hoje Vale de Aosta) e de Dora Riparia (o Vale de Susa).
As várias campanhas militares, levadas a cabo durante o reino lombardo pelos soberanos ou pelos duques sozinhos, expandiram progressivamente o território da Lombardia Maior. Clefo (r. 572–574) completou a conquista da Túscia, enquanto seu filho Autário (r. 584–590) conquistou o ultimo bastião bizantino nos Alpes, a Ilha Comacina no Lago de Como. Entre 598 e 602, Agilolfo (r. 591–616) recuperou Parma e Placência (que voltaram a serem bizantinas durante a anarquia do Domínio dos Duques) e sucessivamente conquistou Pádua, Este, Abano, Monselice, Cremona e Mântua. Finalmente Rotário (r. 636–652), em 643, anexou a Ligúria, incluindo sua capital Gênova e as cidades de Luni e Oderzo.
O Exarcado da Itália, com sede em Ravena, resistiu por um longo tempo (apesar de receber repetidos ataques) à pressão lombarda, tanto como para desenvolver uma identidade própria e autônoma que já se percebia na época. Mesmo quando caiu sob o domínio lombardo, com o reinicio da expansão após uma longa política de paz com os bizantinos, seguida pelos soberanos da dinastia bávara (653–712), esta área não se integrou no sistema dos ducados lombardos, conservando sua própria especificidade. Grande parte do exarcado, incluindo Bolonha, foi submetida por Liuprando em 728, porém Ravena capitulou definitivamente a Astolfo (r. 749–756), em 751. O mesmo soberano anexou também a Ístria, ainda que só fugazmente ligada a Lombardia Maior, sendo extremamente superficial, um parêntese.

## História: Áustria e Nêustria
A Lombardia Maior era o centro do reino dos lombardos e a sua história confunde-se com a do próprio reino. Em geral, a sua vivência histórica registra uma progressiva e constante evolução para sempre maiores formas de concentração por parte do poder central, com sede em Pavia. Durante a conquista e as fases imediatamente sucessivas, as exigências militares foram predominantes e garantiram aos distintos duques um amplo poder dentro dos respectivos territórios.
O primeiro ducado que Alboíno constituiu foi, em 569, o de Friul (com sede em Cividade). Depois, em rápida sucessão, erigiram-se entre 569 e 572 os com sede nas outras cidades conquistadas: Ceneda, Vicenza, Verona, Trento, Bréscia, Bérgamo, San Giulio, Pavia, Turim, Asti e Luca (Túscia). Os duques inicialmente reinaram como soberanos quase absolutos, durante toda a fase de interregno que ocorre entre a morte de Clefo (574) e a eleição de Autário (584); também depois conservaram ampla autonomia, e o poder central não teve sucesso em controlar as tendências independentistas.
Dentro da Lombardia Maior delinearam-se, no curso do século VII, duas áreas distintas: Áustria e Nêustria. Tratava-se de duas regiões geográficas (a Nêustria era a parte ocidental, desde a fronteira com os francos até o rio Adda; a Áustria era a parte oriental, desde o Adda até Friul); também correspondiam a relevantes diferenças políticas e culturais. Os ducados ocidentais foram de longe os mais fiéis à dinastia bávara, aceitando também inspirações católicas quanto à conseguinte política de pacificação da Itália, sem posteriores tentativas de expansão à custa dos bizantinos e do papa. Os ducados orientais, ao contrário, apresentavam-se como os depositários do espírito guerreiro e conquistador dos lombardos. Aqui sobreviveram por mais tempo os antigos cultos pagãos e, entre os convertidos ao cristianismo, eram numerosos os adeptos ao arianismo ou ao Cisma tricapitolino. Os duques da Áustria pressionavam mais vezes o rei para que retomasse a iniciativa, chegando em diversas ocasiões a urdirem conjuras para deposição do legitimo soberano.
No século VIII a conversão generalizada dos lombardos ao catolicismo eliminou os pontos de oposição entre a Áustria e a Nêustria; isso também ocorreu graças à retomada expansionista à custa dos bizantinos.
Após a queda do reino lombardo, em 744, a Lombardia Maior caiu totalmente sob domínio dos francos. Contudo a sua estrutura político-administrativa não se decompôs; no lugar dos duques foram introduzidos condes francos, mas também lombardos. Com o tempo as tendências centrífugas começaram a tomar à dianteira.